# Ernâni
Ernâni, właśc. Ernâni Ribeiro Guimarães (ur. 24 października 1928 w Rio de Janeiro) – piłkarz brazylijski, występujący podczas kariery na pozycji bramkarza.

## Kariera klubowa
W czasie karierę piłkarskiej Ernâni występował w klubie Bangu AC i Botafogo FR.

## Kariera reprezentacyjna
W reprezentacji Brazylii Ernâni zadebiutował 11 czerwca 1957 w wygranym 2-1 towarzyskim meczu z reprezentacją Portugalii. Był to jedyny jego mecz w reprezentacji.